# Жан-Фонтен, Эмиль
Казимир Эмиль Жан-Фонтен (фр. Casimir Émile Jean-Fontaine; 18 марта 1839 года, Париж — 28 декабря 1905 года, IX округ Парижа) — французский яхтсмен, бронзовый призёр летних Олимпийских игр 1900 года.

## Биография
Казимир Эмиль Жан-Фонтен родился 18 марта 1839 года в Париже. Занимался торговлей книг, жил на бульваре Осман. Там же жил художник Гюстав Кайботт, с которым Жан-Фонтен подружился: он был моделью для одной из картин Кайботта, Портрет книготорговца Эмиль-Жана Фонтена. В 1880-х годах вступил в Парижское общество парусного спорта. Приложил руку к созданию в 1892 году гандикапа Године. На Олимпиаде 1900 с Жильбером де Котиньоном и рулевым Фердинаном де Шлаттером был членом экипажа лодки последнего Gwendoline, на которой принял участие в двух гонках среди лодок водоизмещением от 2 до 3 тонн в парусном спорте. В первой гонке пришёл третьим, во второй — четвёртым, выиграв бронзовую медаль.